# Naturschutzgebiet Bilstein (Sundern)
Das Naturschutzgebiet Bilstein mit einer Größe von 12,4 ha liegt nördlich von Hachen im Stadtgebiet von Sundern (Sauerland). Das Gebiet wurde 1993 mit dem Landschaftsplan Sundern durch den Kreistag des Hochsauerlandkreises erstmals als Naturschutzgebiet (NSG) mit einer Flächengröße von 13,1 ha ausgewiesen. Bei der Neuaufstellung des Landschaftsplaners Sundern wurde das NSG erneut ausgewiesen und verkleinert. Das NSG grenzt direkt an das Landschaftsschutzgebiet Sundern an.

## Beschreibung
Beim NSG handelt es sich um einen wertvollen naturnahen Laubwald mit natürlichen Kalk-Felsbiotopen (Felsklippen und Schutthalden) und einem ehemaligen Steinbruch. Die Bilstein-Felsen sind etwa 20 m hohe flechtenbewachsene Kalkfelsen im Süden des NSG. Im Westen des NSG liegt ein bis 5 m hohes Felsenband. Auf dem Blockschutt direkt unterhalb des Bilsteins stockt kleinflächig ein Sommerlinden-Ulmen-Hangschuttwald. Die ehemals vorhandenen Berg-Ulmen sind dem Ulmensterben zum Opfer gefallen, stehen aber noch als Totholz im Hang. Der Hangschuttwald geht fließend in einen struktur- und altholzreichen Waldmeister- bzw. Perlgras-Rotbuchenwald über, der bei meist südöstlichen Expositionen ausgesprochen artenreich erscheint. Er erstreckt sich an der bis zu 50 m hohen Steinbruchwand vorbei bis in den Nordrand des NSG. Auf den Hainsimsen-Buchenwald-Standorten im Westen des NSG findet sich meist Buchen-Eichenwald im starken Baumholzalter, daneben auch ein Fichten-Altholz. Der aufgelassene Kalksteinbruch im Osten des NSG ist einschließlich der Felswand weitgehend mit Pioniergehölzen wie Birken und Eschen bewachsen. Für die Region findet sich eine ungewöhnlich artenreiche Krautschicht in dem strukturreichen, bodenständigen Laubwald mit zahlreichen regional seltenen Pflanzenarten. Dieser Artenreichtum sowie der natürliche Kalkfelsen und der Steinbruch machen die besondere Bedeutung des Gebietes innerhalb des regionalen Biotopverbundes aus.

## Schutzzweck
Das NSG soll den Wald, die Felsen, die Schutthalden und den ehemaligen Steinbruch mit dem jeweiligen Arteninventar schützen. Wie bei allen Naturschutzgebieten in Deutschland wurde in der Schutzausweisung darauf hingewiesen, dass das Gebiet „wegen der Seltenheit, besonderen Eigenart und Schönheit des Gebietes“ zum Naturschutzgebiet wurde.